# Controriforma

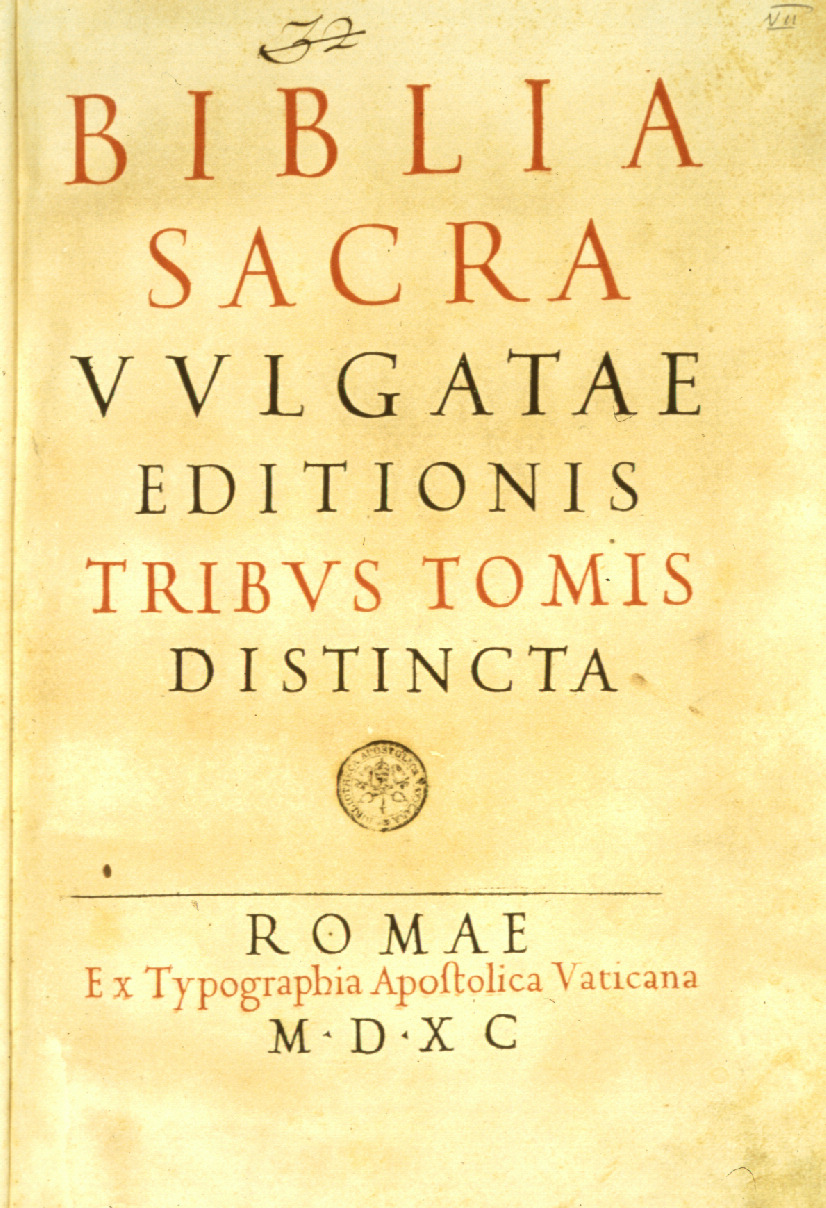
Una copia della Vulgata (l'edizione latina della Bibbia cattolica) stampata nel 1590.

La Controriforma, talvolta definita anche Riforma cattolica, è stata la reazione della Chiesa cattolica alla Riforma protestante. Tale reazione fu caratterizzata dall'accoglimento di alcune istanze di rinnovamento ecclesiastico, che peraltro anche Lutero, Calvino e gli altri riformatori avevano messo in evidenza (formazione dei preti, dovere di residenza dei vescovi, lotta all’immoralità nel clero, etc.), ma anche da una reazione polemica e difensiva di fronte al protestantesimo, per evitare che altri cattolici passassero alle Chiese evangeliche, (per mezzo di catechismo, arte sacra, devozione popolare, etc.) e dalla repressione violenta del cristianesimo evangelico nel contesto di una collaborazione tra Papato e “Stati cattolici”, soprattutto la Spagna (attraverso il controllo della stampa, ruolo dell'Inquisizione romana, autodafé e roghi degli eretici, etc.).
Normalmente gli storici identificano come "età della Controriforma" il periodo che va dall'apertura del Concilio di Trento alla pace di Vestfalia, che chiude la guerra dei trent'anni.
Sebbene la Controriforma venga talvolta chiamata anche Riforma cattolica, con quest'ultimo termine si intende invece propriamente quell'insieme di misure di rinnovamento spirituale, teologico, liturgico con le quali la Chiesa cattolica aveva tentato di riformare le proprie istituzioni anche prima del Concilio di Trento; già durante il Concilio di Costanza, per esempio, i padri conciliari avevano auspicato una riforma «nel capo e nelle membra», ma fu solo in seguito alla Riforma protestante che tale esigenza si fece urgente, concretizzandosi nell'applicazione delle disposizioni conciliari tridentine. La "Controriforma", pertanto, fu anche - ma non solo - "riforma cattolica", come d'altra parte la "riforma cattolica" fu anche - ma non solo - "Controriforma".

## Premesse

### Chiesa cattolica tra medioevo ed età moderna

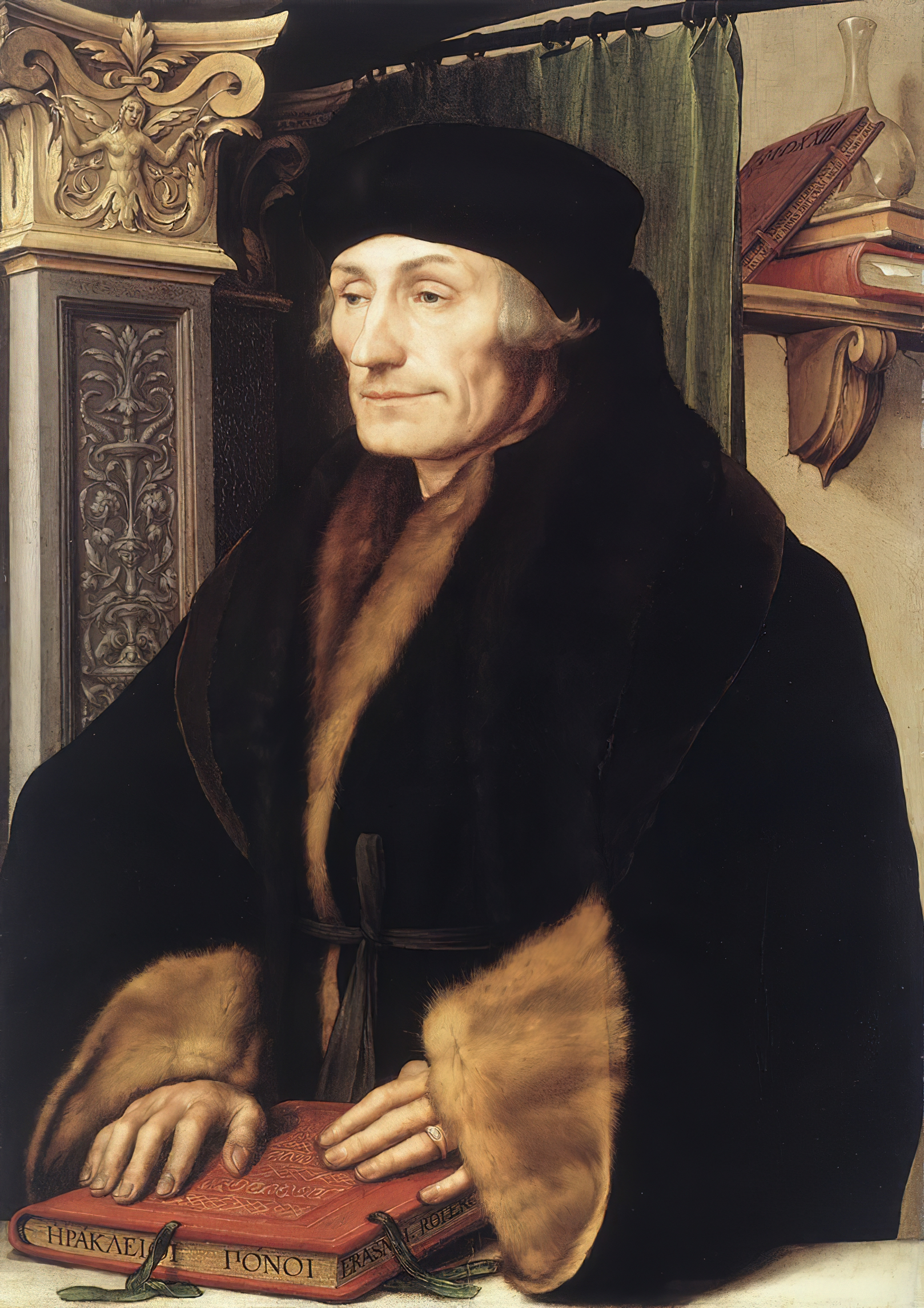
Ritratto di Erasmo da Rotterdam ad opera di Hans Holbein il Giovane.

All'alba del XV secolo, la Chiesa cattolica si trovava invischiata nel Grande scisma d'Occidente, nato nel 1378 per la volontà di alcuni cardinali di rimanere nella sede di Avignone e non in quella di Roma. Lo scisma si protrasse fino al 1417 quando, con il Concilio di Costanza, fu eletto il romano Oddone Colonna, che prese il nome di Martino V (1417-1431). La fine del Grande scisma segnò l'inizio di una tendenza, quella del conciliarismo, che sosteneva che il papa, pur rimanendo il capo della Chiesa cattolica, dovesse convocare ogni cinque anni un concilio generale per vigilare se il pontefice avesse mantenuto quanto deciso a Costanza. Se Martino V riuscì in un modo o nell'altro a eludere la convocazione dell'assise, ciò non riuscì al suo successore Eugenio IV (1431-1447), sotto il cui pontificato alcuni prelati riunitisi a Basilea, nonostante il richiamo del pontefice e la sua sconfessione dell'assise conciliare, si ribellarono all'autorità pontificia eleggendo l'ex duca di Savoia Amedeo VIII, che prese il nome di Felice V. Da questa lotta uscì rafforzata la carica pontificia che, sotto i pontificati di Niccolò V (1447-1455) e Pio II (1458-1461), fautori della diffusione del nascente umanesimo, assurse ad un ruolo di dominatore indiscusso nella vita della Chiesa cattolica, minacciando di scomunica chiunque avesse convocato un concilio senza l'autorizzazione del papa. Instauratasi quindi una monarchia papale assoluta e delineatosi il moderno Stato della Chiesa nei confini che rimarranno invariati fino al 1860, la Chiesa di Roma poté avviarsi da un lato verso la stupenda fase rinascimentale che avrebbe fatto della Città Eterna uno dei centri propulsori dell'arte e della filosofia; dall'altra parte la mancanza di riforme morali e disciplinari invocate a Costanza prima e a Basilea poi gettarono discredito sulla vita licenziosa e immorale che si respirava sia tra i religiosi sia tra i sacerdoti diocesani, tra i  vescovi e cardinali. L'esempio di papi profondamente immorali quali Innocenzo VIII (1484-1492) e, in particolar modo, il lussurioso Alessandro VI (1492-1503) e il bellicoso Giulio II (1503-1513), suscitarono l'indignazione di numerosi intellettuali e religiosi sinceramente animati dallo spirito cristiano delle origini, quali il predicatore domenicano Girolamo Savonarola e l'umanista olandese Erasmo da Rotterdam. Costoro chiedevano infatti una moralizzazione dei costumi, una vita dedita alla preghiera e alla presa di coscienza dell'essere cristiani non solo in apparenza, ma anche interiormente, lo studio delle Sacre Scritture, l'educazione del popolo di Dio e la fine della tendenza da parte dei pontefici di concentrarsi più sul potere temporale che su quello spirituale. Nonostante i tentativi di riforma "dal basso", la situazione non migliorò neanche con il fiorentino Leone X (1513-1521), quando il monaco agostiniano Martin Lutero diede inizio alla Riforma protestante (1517).

### Riforma protestante

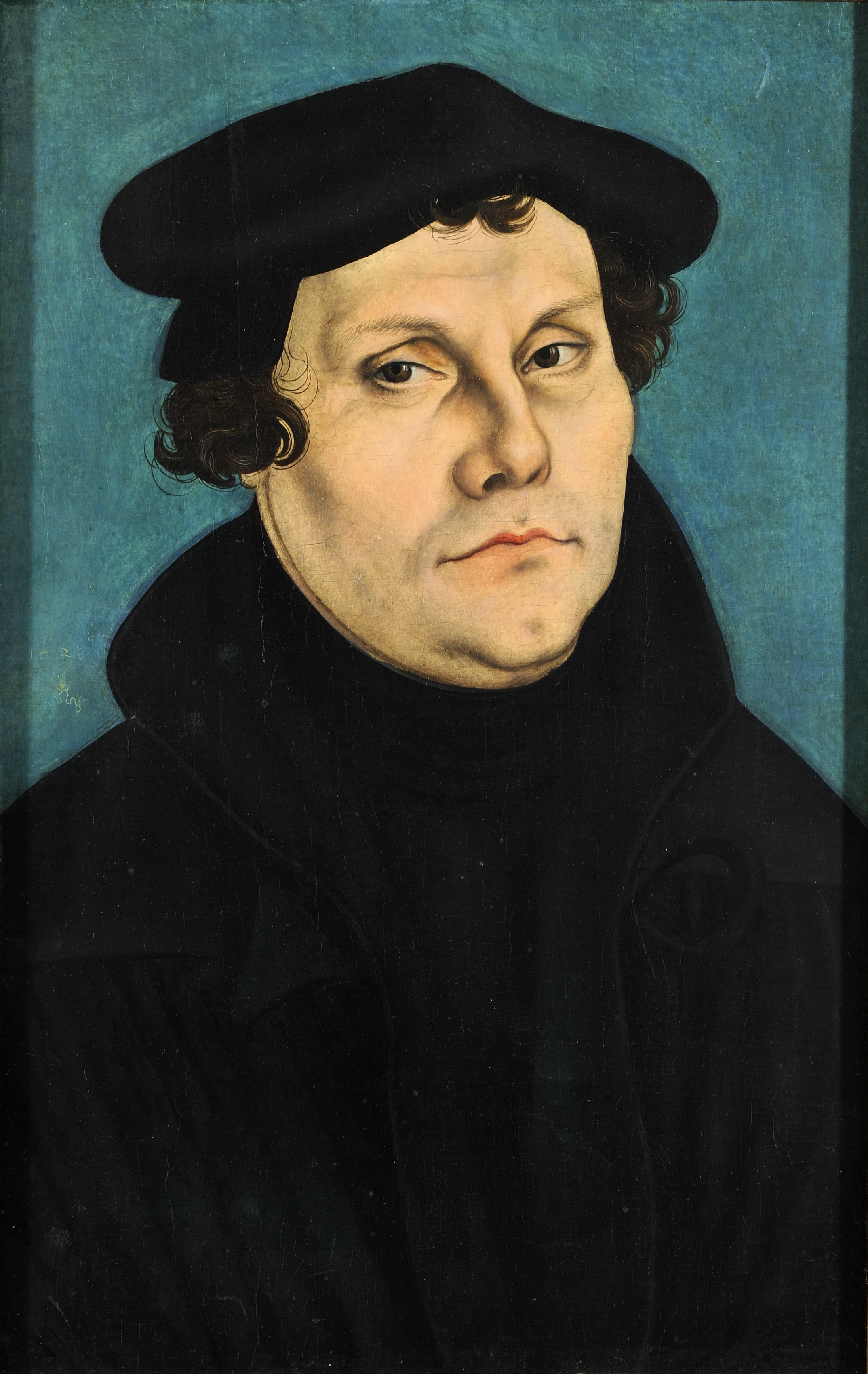
Ritratto di Martin Lutero ad opera di Lucas Cranach il Vecchio.

L'abuso di potere operato da papa Leone X con la vendita delle indulgenze in cambio di denaro per la realizzazione della Basilica di San Pietro suscitò un ampio risentimento in Germania, sentimento che fu interpretato dal monaco Martin Lutero (1483-1546) che, il 31 ottobre 1517, pubblicò 95 tesi in cui si contestavano le linee politiche e pastorali adottate dal pontefice e dal predicatore domenicano Johann Tetzel. Chiamato a rispondere del suo operato, Lutero si rifiutò, venendo poi scomunicato dallo stesso Leone X nel 1520 con la bolla Exsurge Domine. Nonostante la scomunica, Lutero fu protetto dal principe elettore di Sassonia, Federico il Saggio, il quale a sua volta chiese l'arbitrato del nuovo imperatore Carlo V per dirimere la contesa che stava infiammando la Germania. Riunitesi quindi le massime autorità politiche ed ecclesiastiche tedesche a Worms nel 1521 Lutero, nonostante le forti pressioni dell'imperatore e degli esponenti fedeli alla Chiesa di Roma, decise di non ritrarre in alcun modo le proprie affermazioni, venendo perciò dichiarato nemico pubblico. L'ex monaco però fu fatto catturare dai messi dell'elettore di Sassonia e trasferito al sicuro nel castello di Wartburg ove, col beneplacito del suo protettore, si accinse a tradurre la Bibbia in tedesco e ad elaborare i punti chiave della sua teologia che si può riassumere nel quinomio sola fide, sola gratia, sola scriptura, solus Christus, soli Deo gloria. La diffusione del luteranesimo fu capillare nell'Europa centro-settentrionale, dove in molti casi furono gli stessi sovrani ad adottare la teologia luterana per fini meramente politici, allo scopo di sottrarsi all'influenza di Roma e secolarizzare i beni ecclesiastici. 

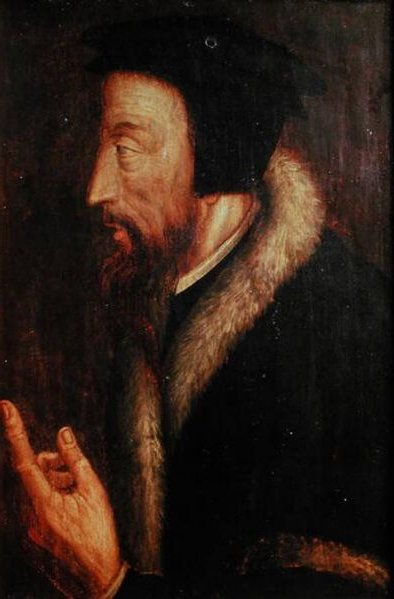
Ritratto di Giovanni Calvino ad opera di un anonimo

Oltre a Lutero, l'altro principale esponente del movimento riformatore fu il francese Giovanni Calvino (1509-1564), il quale, rifugiatosi a Ginevra in Svizzera per sottrarsi alle prime persecuzioni contro gli eretici ad opera di Francesco I, estremizzò la teologia luterana per quanto riguarda la predestinazione, l'organizzazione ecclesiastica, l'aspetto morale e l'assolutizzazione del principio della sovranità di Dio. Sul piano della predestinazione e della Grazia, Calvino affermava che gli uomini non si salvano per le loro opere e neanche per la loro fede, ma perché sono stati predestinati al Paradiso da Dio al momento della creazione della loro anima: i fedeli potevano intravedere il favore divino grazie, per esempio, al loro successo nella vita privata e pubblica. Calvino, dal punto di vista organizzativo, trasformò Ginevra in un laboratorio ove mettere in pratica la sua concezione della Chiesa e della stessa società, organizzata in gruppi di pastori e di anziani con il compito di vigilare sulla moralità dei fedeli, insistendo su una vita austera e morigerata senza cadere in alcuna vanità. Il calvinismo - che trovò un suo pieno delineamento dottrinale nel Sinodo di Dordrecht (1618-1619) - si diffuse principalmente in Svizzera, nei Paesi Bassi, in Scozia e, grazie all'emigrazione dei puritani inglesi, nel Nord America.
Infine bisogna ricordare lo scisma anglicano ad opera di Enrico VIII (1509-1547). A differenza delle esperienze luterane e calviniste, il sovrano inglese - proclamato difensore della fede da Leone X per aver attaccato in un libello (Difesa dei sette sacramenti) le posizioni di Lutero - si autoproclamò capo della Chiesa inglese in seguito al rifiuto da parte di papa Clemente VII (1523-1534) di sciogliere il suo matrimonio con Caterina d'Aragona (zia di Carlo V) perché potesse poi sposare la sua concubina Anna Bolena con la prospettiva che quest'ultima potesse dare al regnante il sospirato erede maschio. Bisogna ricordare che Enrico VIII, edotto di teologia, non si discostò dottrinalmente dalla Chiesa cattolica durante il suo regno: la conversione ai principii protestanti avvenne sotto il regno del figlio Edoardo VI (1547-1553) e, dopo il breve regno della cattolica Maria I (1553-1558), definitivamente sotto il lungo regno di Elisabetta I (1558-1603).

### Il Concilio di Trento

#### Storia

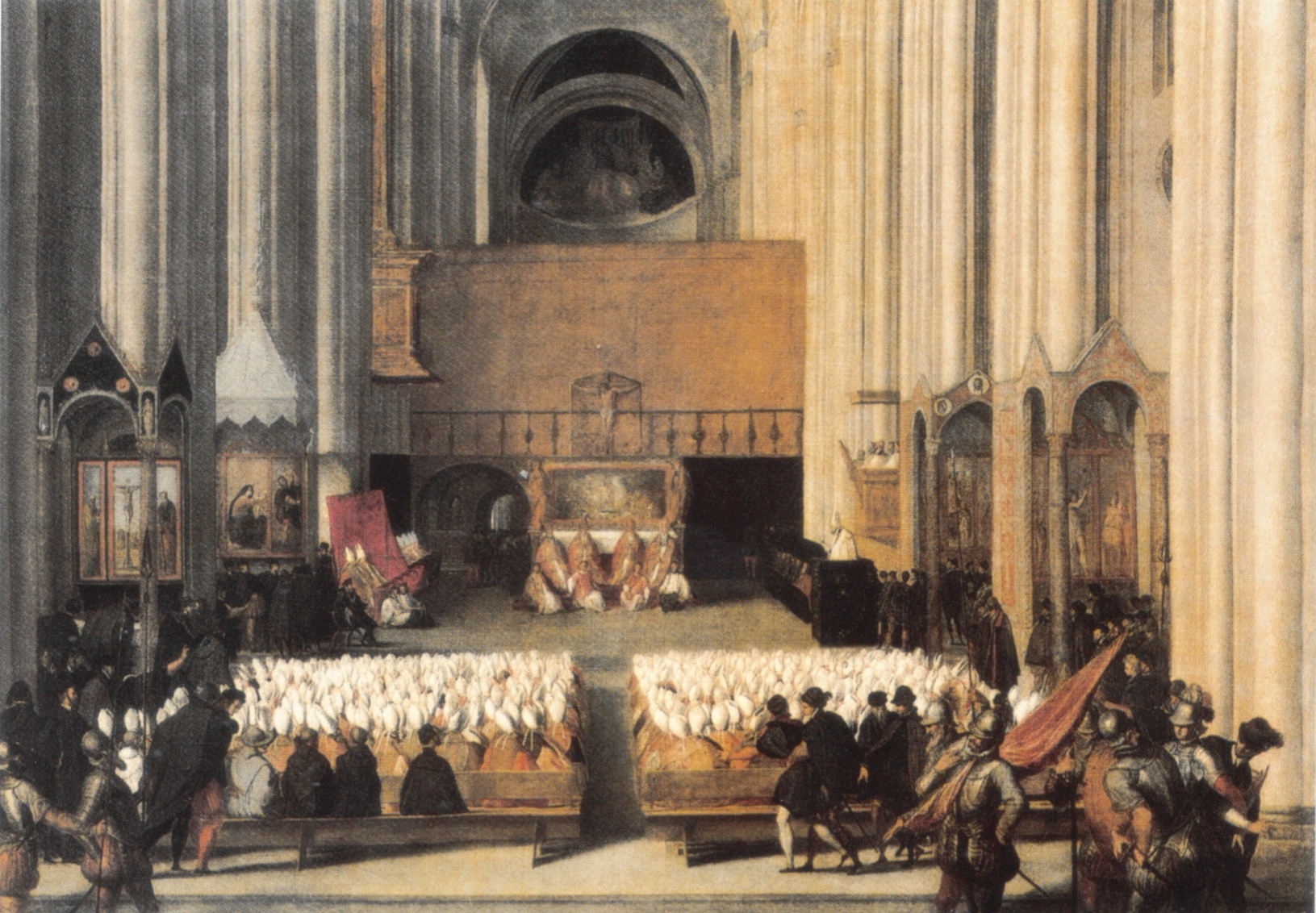
Tiziano Vecellio, Seduta del Concilio di Trento nel 1563

Di fronte all'avanzata del movimento protestante in tutta Europa, la gerarchia cattolica cominciò a preparare una controffensiva. Papa Clemente VII, memore del conciliarismo affermatosi a Costanza e a Basilea nel secolo precedente, preferì non convocare alcun concilio ecumenico, timoroso che questo potesse mettere in discussione il primato petrino.
La situazione cambiò con Paolo III (1534-1549), il quale affidò ai cardinali Contarini e Pole l'incarico di concordare con l'imperatore Carlo V una città dove i luterani e i cattolici potessero confrontarsi. Si scelse Trento per due motivi: apparteneva all'Impero ed era geograficamente vicina alla Germania luterana. Il processo per giungere al Concilio fu lungo e travagliato: convocato prima per il 1542, fu poi definitivamente convocato dal pontefice per il 1545 con la bolla Laetare Jerusalem. I lavori furono interrotti a seguito di contrasti con l'Imperatore e ripresero con Giulio III (1550-1555), mentre l'intransigente Paolo IV (1555-1559) non volle che si continuasse in quanto riteneva che spettasse solo alla sede romana il compito della Riforma. Ripreso sotto Pio IV (1562), si concluse soltanto nel 1563.

#### Decreti dottrinali
Le conclusioni dei decreti conciliari furono completamente opposte rispetto a quelle progettate inizialmente da Paolo III e da Carlo V. Se costoro erano desiderosi di trovare un compromesso con i luterani (significativa l'azione mediatrice del Contarini ai colloqui di Ratisbona), l'ala reazionaria guidata da Paolo IV prese il sopravvento, grazie alla morte dei fautori dell'ala mediatrice quali Contarini e Pole. Difatti, i decreti conciliari che furono approvati poi con la bolla Benedictus Deus il 26 gennaio 1564 andavano a consolidare i punti dottrinali opposti a quelli promossi dal Protestantesimo, sottolineando il rapporto tra fede e opere, l'autorità della Chiesa nell'interpretazione delle Scritture e il ripristino della monarchia assolutista papale. Riassumendo:
1. La validità delle opere insieme alla fede (contro la sola fide protestante)[14].
2. L'imposizione della Vulgata geronimiana come unica versione valida della Bibbia, e il divieto di uso del volgare per le traduzioni della Sacra Scrittura e nel culto.
3. L'interpretazione delle Scritture è affidata esclusivamente al clero (contro il principio del sacerdotium universale protestante).
4. Oltre alla Scrittura, si deve considerare come fonte rivelata anche la Traditio Ecclesiae[14].
5. Si rinnova un “ottimismo antropologico” per cui l'uomo è capace di scegliere fra bene e male (il protestantesimo accentuava un pessimismo antropologico)[15].
6. Riaffermazione dei 7 sacramenti (contro i due ammessi dalle confessioni protestanti: battesimo e Santa Cena)[14].
7. Riaffermazione del sacrificio eucaristico durante la Consacrazione (transustanziazione)[14].
8. Riaffermazione del celibato ecclesiastico[16].
9. Riaffermazione del Primato petrino e della gerarchia ecclesiastica.

#### Decreti disciplinari
Perché i decreti trovassero una concreta applicazione, si procedette alla definizione di una prassi ecclesiale estremamente rigorosa, volta all'edificazione del popolo attraverso una condotta esemplare del clero, stabilendo che:
1. I preti dovessero essere preparati culturalmente e teologicamente. Si procedette all'erezione di seminari diocesani[17].
2. I vescovi dovessero risiedere nelle diocesi, compiere delle visite pastorali e controllare direttamente l'operato del clero[17].
3. Il clero avrebbe dovuto controllare scrupolosamente la moralità dei loro fedeli e annotare in appositi registri le date dei battesimi, di matrimonio, di morte[16].
4. Ci fosse una "bonifica morale" di conventi e monasteri da tutti quei soggetti indegni o costretti alla vita monacale contro la loro volontà[16].

#### Rito tridentino
Fino al XVI secolo, esistevano numerosissimi riti liturgici occidentali che, benché uniformi dal punto di vista strutturale, si differenziavano per invocazioni e preghiere legate alla cultura locale. Il Concilio, per evitare ulteriori problematiche e per sottomettere l'edizione dei libri liturgici all'autorità della Sede Apostolica, decise di estendere il più possibile il rito romano. Papa Pio V, proclamò, nella bolla Quo primum tempore (1570), che l'eucaristia si dovesse celebrare in tutta la Chiesa latina secondo il Messale Romano edito in quello stesso anno, con l'eccezione di quei riti che avessero più di duecento anni, che potevano essere mantenuti.
Benché sia diffuso, non è corretto parlare di rito «tridentino». In realtà, al Concilio di Trento non fu elaborato nessun nuovo libro liturgico, il Concilio chiese al Papa di esaminare il Messale, ma le uniche variazioni riguardano alcune feste di santi: per il resto il Messale ricalcava le precedenti edizioni a stampa, in particolare l'edizione veneziana del 1497, a sua volta derivata dalla prima edizione a stampa del 1474.

## Caratteri della civiltà post-tridentina

### Le guerre di religione

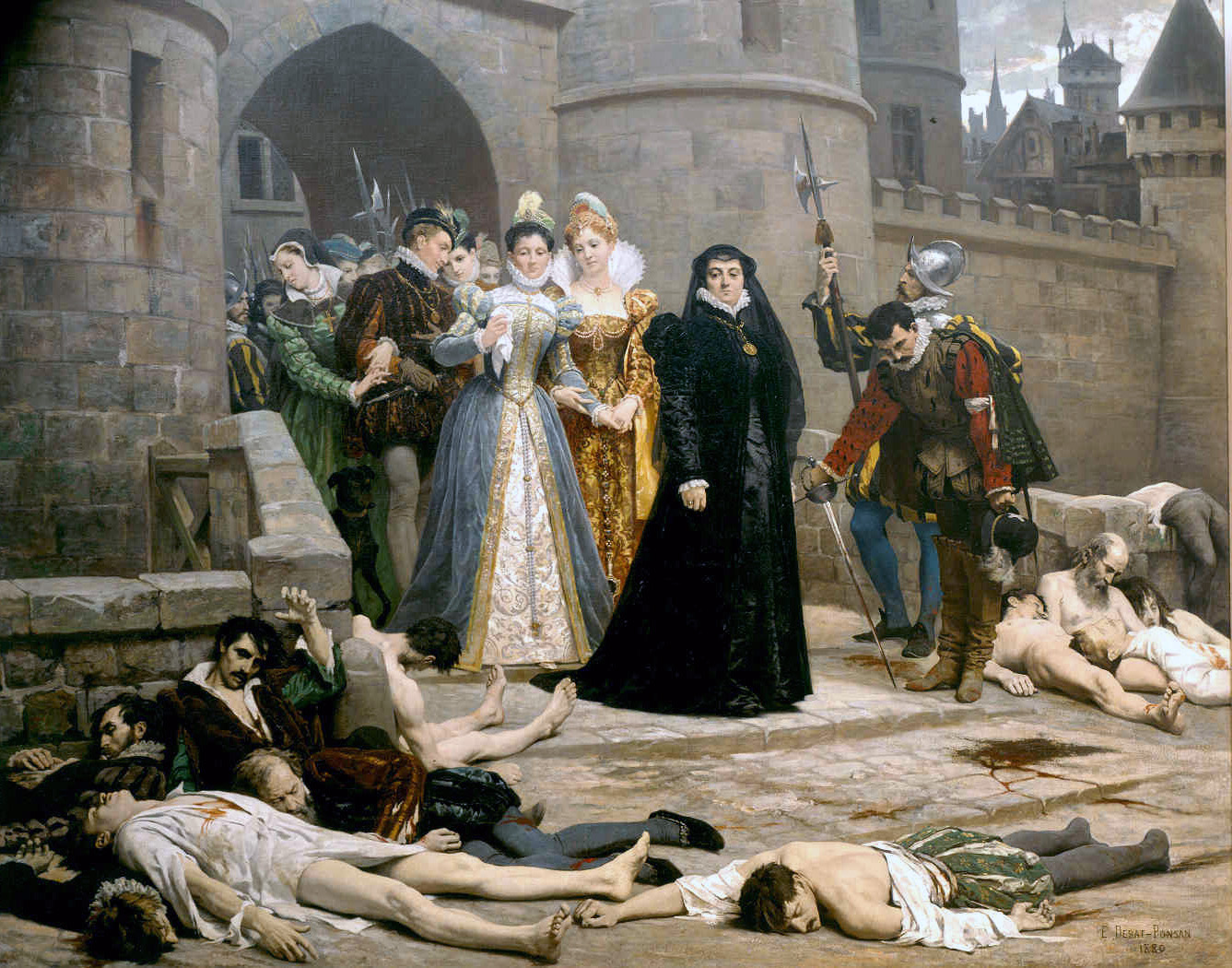
Édouard Debat-Ponsan (1847–1913), Un matin devant la porte du Louvre (olio su tela, 1880, Musée d'art Roger-Quilliot, Clermont-Ferrand), ispirato agli eventi della notte di san Bartolomeo (24-25 agosto 1572)

La conseguenza di queste drastiche riforme fu un inasprimento del clima di intolleranza che si poteva già percepire all'indomani della Riforma luterana. Dagli anni sessanta del XVI secolo, infatti, l'Europa sprofondò in una serie di guerre di religione tra protestanti e cattolici che destabilizzarono profondamente gli equilibri interni degli stati, accentuando il ruolo politico e religioso del campione della Controriforma, il cattolicissimo sovrano di Spagna Filippo II.

#### Francia
La Francia, guidata da Caterina de' Medici come reggente, si barcamenò tra momenti di momentanea riappacificazione e di aperto conflitto, favorito dalla conflittualità tra la monarchia e l'aristocrazia del sangue (i Guisa) e gli Ugonotti calvinisti. Il conflitto toccò l'apice sotto il regno di Enrico III (1574-1589), allorché il sovrano cercò di favorire la pace interna riconciliandosi con l'ugonotto Enrico di Navarra. La conseguenza di quest'atto fu l'assassinio di Enrico III, l'ascesa ostacolata di Enrico IV da parte dei membri della Lega cattolica (patrocinata dalla Spagna), la conquista del potere del Navarra e la proclamazione dell'Editto di Nantes (1598), con cui si tollerò la presenza del calvinismo in alcune piazzaforti francesi.

#### Inghilterra
L'Inghilterra fu anch'essa centro delle guerre di religione tra cattolici e protestanti. Dopo la separazione da Roma (1534) ad opera di Enrico VIII, il re si proclamò capo della Chiesa anglicana. Enrico, nonostante la rottura, si mantenne sempre su un piano ortodosso a livello dogmatico. Al contrario, il suo successore, il re bambino Edoardo VI (1547-1553), attorniato da cortigiani e teologi calvinisti (quali Thomas Cranmer), si adoperò per l'introduzione dei dogmi calvinisti nel seno della Chiesa. A ribaltare la situazione fu la sorellastra e fervente cattolica Maria I (1553-1558), figlia di primo letto di Enrico VIII e di Caterina d'Aragona. Maria, nel suo breve regno, cercò di reintrodurre i costumi e gli usi cattolici, dando nel contempo inizio ad una violenta caccia contro gli eretici protestanti. Ben più durature furono le riforme religiose della secondogenita di Enrico figlia di Anna Bolena, Elisabetta I (1558-1603) la quale: nel 1559 pubblicò un libro di preghiere comune (The Book of Common Prayer), mentre promulgò nel 1563 una serie di articoli di fede (i 39 articoli). Nonostante questo tentativo di pacificazione, Elisabetta iniziò a perseguitare i sudditi cattolici dopoché papa Pio V la scomunicò ufficialmente nel 1570 e dopo essere venuta a conoscenza dei complotti (favoriti dalla Spagna) per deporla ponendo sul trono la cugina, l'ex regina di Scozia Maria Stuarda. Elisabetta riuscì a resistere anche al tentativo armato di porre fine al suo regno da parte di Filippo II, con la spedizione dell'Invincibile Armata (1588).

#### Guerra dei trent'anni
I torbidi politico-religiosi sembrarono placarsi all'alba del XVII secolo, ma non era nient'altro che una tregua. Nel 1618, in seguito alla defenestrazione di Praga, scoppiò una violenta guerra tra gli Asburgo d'Austria e i principi protestanti dell'Impero, destinata a durare fino al 1648. Questo conflitto, che si estese a tutti i grandi Paesi europei (Stato Pontificio, Baviera, Asburgo d'Austria e di Spagna da un lato; Francia, Paesi Bassi, Svezia e principi protestanti dall'altro), fu l'ultimo che si possa definire di carattere religioso. Infatti, la partecipazione della cattolica Francia (guidata dal Richelieu) al fianco dei calvinisti e dei luterani e lo smacco subito dalle armate imperiali, portavoce in campo politico di quella riunificazione religiosa sognata dal Papato, fece tramontare il sogno di una restaurazione cattolica da parte della Chiesa.

### L'assolutismo papale

#### Premessa
Elemento caratteristico della cultura religiosa post-tridentina fu l'affermazione definitiva dell'assolutismo papale e la morte del conciliarismo. I pontefici della seconda metà del XVI secolo si impegnarono, infatti, a sottolineare il decreto conciliare tridentino che ribadiva il carattere divino della sede episcopale romana, limitando così fortemente eventuali spinte autonomiste delle sedi episcopali cattoliche suffraganee. Grazie anche alla trattatistica del teologo gesuita (e poi cardinale) Roberto Bellarmino, si giunse ad un'esaltazione personale del Romano Pontefice quale Vicarius Dei e cuore della Chiesa stessa:
( G.Filoramo – D. Menozzi (a cura di), Storia del Cristianesimo. L'età moderna, vol. 3, 4ª ed., Laterza, 2002,  p. 183.)
Il clou del periodo in cui si consolidò questa dimensione curiale, accentratrice ed assolutista si può tratteggiare dal pontificato di Paolo III (1534-1549) fino a quello di Gregorio XV (1621-1623), durante i quali pontefici autoritari ed assolutisti quali Pio V e Sisto V incarnarono lo spirito di rinnovamento diffusosi nella coscienza cattolica post-tridentina. Dal pontificato di Urbano VIII (1623-1644) fino a quello di Clemente XII (1730-1740), cioè quel lungo Seicento delle Chiese cristiane, si assistette alla fine del sogno di restaurazione cattolica dell'Europa (con la fine della guerra dei trent'anni, 1648) e all'assestamento della mentalità controriformista e delle strutture curiali romane, fino alla comparsa dell'Illuminismo che fu il primo, serio movimento culturale capace di mettere in crisi l'impianto socio-religioso uscito fuori da Trento.

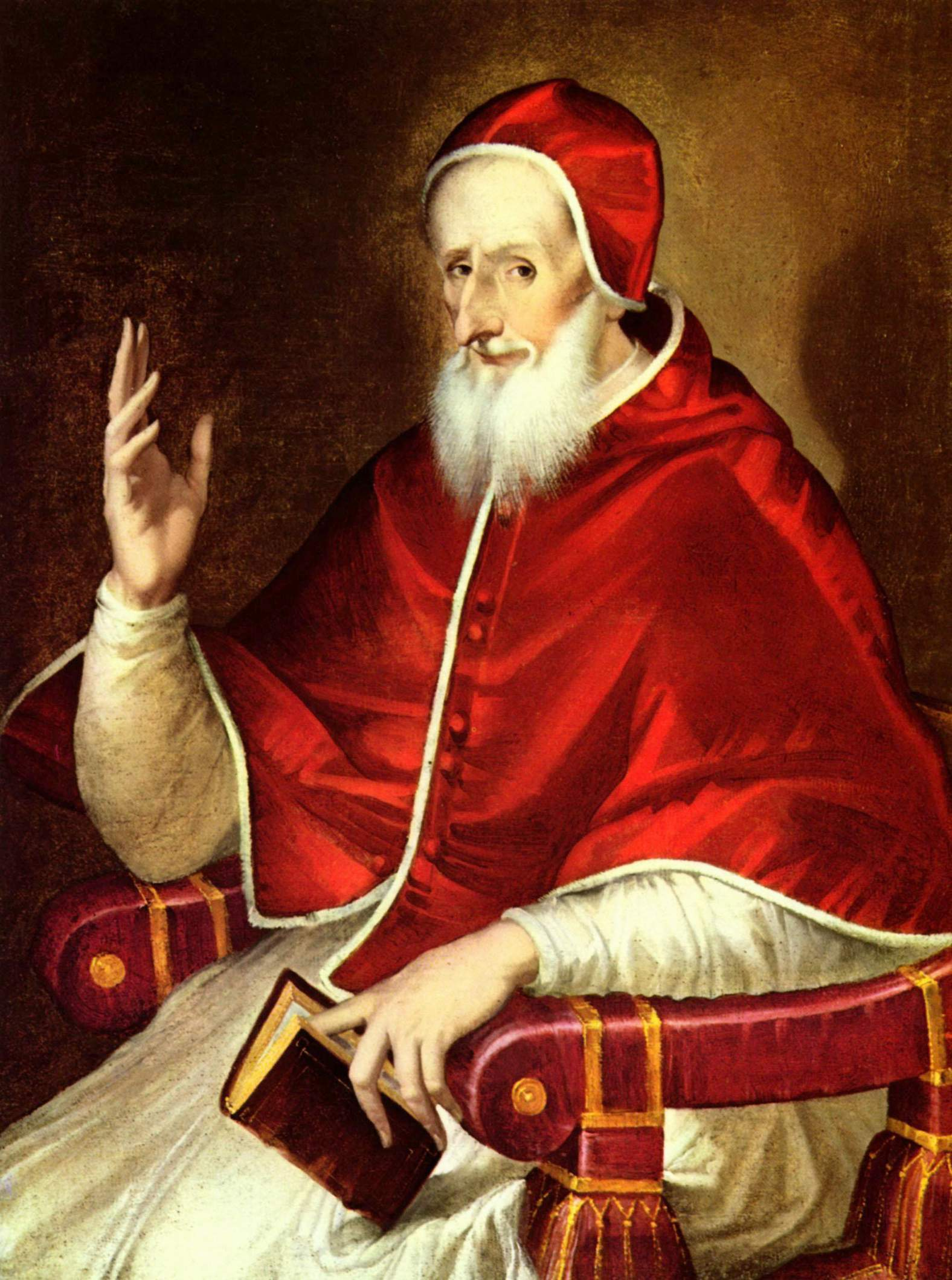
El Greco, Ritratto di Pio V, olio su tela, data ignota, Collezione privata, Parigi.

Pio V fu uno dei più energici ed attivi pontefici dell'immediato periodo post-tridentino, incarnandone appieno lo spirito di riaffermazione del prestigio romano.

#### Il Papato della Controriforma

##### Da Pio IV a Clemente VIII (1559-1605). L'attuazione del Concilio
Pio IV, negli ultimi anni del suo pontificato, si mobilitò perché i canoni disciplinari e teologici approvati a Trento fossero messi in pratica. Per questo motivo, già nel 1564 creò una Congregazione del concilio perché sorvegliasse l'attuazione delle disposizioni conciliari e, il 13 novembre 1565, la pubblicazione della Professio fidei tridentina, "compendio" della teologia della Riforma cattolica. L'opera di Pio IV fu continuata da Michele Ghisleri, intronizzato nel 1565 col nome di Pio V (1565-1572), implacabile inquisitore animato da una ferrea ed intransigente volontà di sottolineare la plenitudo potestatis romana e di combattere le eresie con tutti i mezzi a disposizione possibili. Sotto di lui:
( P. Vismara, Il cattolicesimo: dalla "riforma cattolica" all’assolutismo illuminato, in G. Filoramo, D. Menozzi (a cura di), Storia del Cristianesimo, III. L'età moderna, Roma-Bari, Laterza, 2008,  p. 187.)
Oltre alla riforma del messale (il cosiddetto "Messale di San Pio V"), Pio V patrocinò anche l'uniformità dei vari riti liturgici presenti nella Chiesa cattolica (mantenendo intatto il rito ambrosiano, anche a causa della caparbia volontà di san Carlo Borromeo nel mantenerne la ricchezza spirituale); diede impulso alle missioni (istituzione di una congregazione cardinalizia nel 1568); instaurò a Roma un clima di assoluta ortodossia dottrinale accompagnata da una corretta ortoprassi da parte del clero e dei fedeli; favorì la diffusione del Santo Rosario presso il popolo, preghiera che venne solennizzata come ringraziamento alla Madonna per la vittoria ottenuta dalla Lega Santa a Lepanto contro i Turchi (1571). Le riforme furono proseguite da Gregorio XIII (1572-1585), decretando la costituzione di ambascerie diplomatiche permanenti (le nunziature apostoliche) per mantenere strette e continue relazioni con i monarchi d'Europa ed avviò le prime disposizioni ecclesiali riguardo all'obbligo, da parte dei vescovi, di presentare a Roma delle relazioni delle visite pastorali da loro condotte nelle varie diocesi. Solamente nel 1585, sotto Sisto V (1585-1590), tali decreti divennero ufficiale, dando origine alle relationes ad limina apostolorum tuttora vigenti. Quest'ultimo pontefice, benché avesse regnato solo 5 anni, si dimostrò energico nell'azione teologica ed esegetica, tanto da portare a compimento la revisione della Vulgata (edita nel 1592 sotto Clemente VIII, papa dal 1592 al 1605), in ottemperanza ai canoni tridentini che prevedevano la definizione dei libri delle Sacre Scritture.

#### La fine del sogno dell'egemonia cattolica (1605-1648)
La prima metà del secolo vide il papato impegnato nel tentativo di imporre la sua supremazia in campo religioso in tutta Europa, e non limitandosi soltanto agli Stati che nel frattempo avevano abbracciato il protestantesimo. Supportati da un apparato politico-religioso stabile ed efficiente, i pontefici del primo Seicento cercarono di ricostruire il sogno medievale di Gregorio VII e di Innocenzo III: una plenitudo potestatis directa che non si limitasse ad esercitare il potere spirituale nelle questioni prettamente religiose, ma che interferisse anche nella politica interna degli stati, considerati come il braccio "secolare" dell'azione della Chiesa.
La concretizzazione di questo progetto si trovò nell'autoritario Paolo V (1605-1621), allorché scagliò l'interdetto contro la Repubblica di Venezia (1606) per essersi rifiutata di consegnare a Roma dei preti rei di aver commesso dei delitti e per non aver accolto le richieste pontificie in merito alla legislazione ecclesiastica. Paolo V, però, non si rese conto che la sua presa di posizione era anacronistica: la difesa dei principi giurisdizionalisti statali, nell'età delle monarchie assolute, avevano sviluppato un senso di orgoglio "laico" negli Stati, opponendosi fortemente contro le pretese di intervento diretto del pontefice nelle loro questioni di politica interna. Il Bellarmino stesso si accorse, anni addietro, che era impossibile esercitare tale politica:
( Gian Luca Potestà e Giovanni Vian, Storia del Cristianesimo, il Mulino, 2014,  pp. 346-347.)

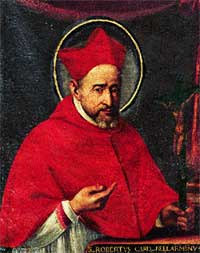
Anonimo, cardinale Roberto Bellarmino, XVI secolo.

Infatti, il Pontefice non riuscì ad ottenere il risultato sperato: l'indifferenza dei veneziani (che continuarono a celebrare i sacramenti nonostante l'interdetto papale), la reazione teologico-politica di fra Paolo Sarpi e le minacce della Francia di Enrico IV costrinsero Paolo a recedere dai suoi propositi.
Dopo il breve ma intenso pontificato di Gregorio XV (1621-1623), promotore dell'importante dicastero pontificio di Propaganda fide (1622), seguì quello ventennale di Urbano VIII (1623-1644). Il Pontefice, benché assertore della maestà pontificia nella regolamentazione delle questioni internazionali, dovette amaramente constatare il fallimento dei suoi progetti quando la Francia del cardinale Richelieu, nella guerra dei trent'anni, si batté a fianco dei protestanti contro i cattolici. La pace di Westfalia
( Gian Luca Potestà e Giovanni Vian, Storia del Cristianesimo, il Mulino, 2014,  p. 351.)

#### Il riformismo barocco e la sua fine (1650-1740)
Il papato della seconda metà del XVII secolo dovette constatare amaramente la fine del suo sogno di restaurazione cattolica, accontentandosi di essere la guida morale delle coscienze e di influire, con la sua autorità morale, sulle decisioni politiche degli Stati cattolici. I pontificati di Innocenzo X (1644-1655) e di Alessandro VII (1655-1667) continuarono da un lato nel consolidare quella cultura controriformista attraverso disposizioni disciplinari e patrocinando l'arte barocca come strumento di propagazione della fede; dall'altra, ad impedire la diffusione delle "devianze" ortodosse tridentine. Tra queste, spiccava per importanza ed influenza culturale il giansenismo, dottrina sviluppata dal vescovo olandese Cornelius Jansen (1583-1638) vicina alle posizioni calviniste sul problema della grazia e della predestinazione Benché i seguaci del giansensimo (celebre centro di diffusione fu il monastero di Port-Royal, intorno al quale gravitava il filosofo e matematico francese Blaise Pascal) si dichiarassero seguaci del cattolicesimo, i papi da Urbano VIII in avanti si dimostrarono fortemente avversi ad un indirizzo teologico così vicino al calvinismo. Difatti, con la bolla di papa Innocenzo X Cum Occasione del 1653 e con quelle di Alessandro VII (Ad sanctam beati Petri sedem del 1656 e Regiminis Apostolici del 1664), il papato diede il via ad una serie di condanne nei decenni successivi, tra cui la più importante è sicuramente la bolla Unigenitus del 1713 ad opera di Clemente XI.
Il pontefice che espresse maggiormente il ruolo di guida spirituale e di difensore intransigente della dottrina fu Innocenzo XI (1676-1689), il quale intendeva rilanciare il Papato nella sua missione pastorale, avviando una selezione più rigida per scegliere i candidati curiali e cercando di estirpare alcune ignobili piaghe della Curia, quali la vita principesca che i cardinali conducevano e il nepotismo. I principali problemi del pontificato innocenziano furono:
1. Il quietismo. Propugnato dal prete spagnolo Miguel de Molinos, sosteneva una forte religiosità interiore tendente al misticismo, abbandonandosi ad uno stato di quiete per fondere la propria anima con Dio[47]. Di conseguenza, il quietismo giungeva quasi a screditare l'importanza della religiosità esteriore. Attaccata dai gesuiti, questa dottrina fu condannata da Innocenzo XI nel 1687[47].
2. La questione gallicana. Innocenzo, tra il 1680 e il 1684, dovette fronteggiare il tentativo da parte di re Luigi XIV di Francia di assoggettare la Chiesa di Francia alla monarchia. Dopo una diatriba che toccò il culmine il 13 marzo 1682 con la promulgazione della Declaratio cleri gallicani, in cui si limitava il potere papale, riconoscendone però un primato spirituale[48].

La spinta riformatrice e pastorale fu seguita da Innocenzo XII (1691-1700), che emise la bolla Romanum decet pontificem (1692) con cui condannava esplicitamente il nepotismo; e da Clemente XI (1700-1721), che continuò la lotta contro il giansenismo. Con quest'ultimo pontefice, però, il prestigio del papato in campo internazionale cominciò lentamente a scemare: l'affermazione piena del giurisdizionalismo e la decadenza dello Stato Pontificio in campo internazionale (rovesci diplomatici al trattato di Utrecht del 1714) determinarono una crisi d'autorità della Chiesa Cattolica in campo etico e dottrinale. Con il radicamento dell'illuminismo nei ranghi della politica e della cultura, poi, si diffuse presso gli ambienti governativi anche un forte sentimento anti-gesuita. Se Benedetto XIII (1723-1730) e Clemente XII (1730-1740) cercarono di opporsi alle novità provenienti dal mondo contemporaneo, Benedetto XIV (1740-1758), per via anche del suo spirito conciliante e dei suoi interessi verso ogni ramo della cultura, cercò di trovare dei canali di mediazione con la nuova cultura europea. Quando però si accorse dei rischi potenziali contenuti in alcune opere (L'Esprit de lois di Montesquieu, per esempio) e dell'anticlericalismo sempre più serpeggiante in seno agli stati cattolici europei (in primis il Portogallo del Marchese di Pombal), Benedetto XIV procedette ad un ripiegamento teologico e culturale volto alla difesa dei principi della fede cristiana. Con la seconda fase del pontificato lambertiniano, si può parlare di conclusione del riformismo barocco.

### La spiritualità tridentina

#### I nuovi ordini religiosi e il loro contributo

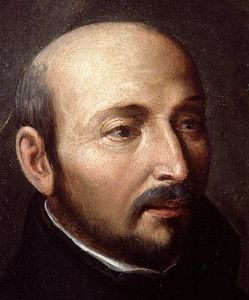
Incisione di Íñigo López de Loyola, fondatore della Compagnia di Gesù.

A contribuire al rinnovamento spirituale presso la popolazione, un ruolo fondamentale lo svolsero quegli ordini religiosi nati in risposta all'esigenza della Riforma Cattolica percepita già all'indomani della Riforma Luterana. Ordini come i cappuccini, le orsoline, i teatini, i barnabiti e specialmente i gesuiti rafforzarono la pastorale del degradato clero secolare, influendo sugli sviluppi della devozione popolare, caratterizzata da una forte venerazione nei confronti dei santi, della Beata Vergine (in particolar modo si diffuse la pratica del rosario), l'assiduità alla partecipazione dei sacramenti e ai precetti della Chiesa, determinando talvolta una religiosità di facciata, dominata più dal conformismo che da una religiosità percepita nella sua purezza.
Infatti, oltre ad influire sulla condotta dei fedeli nell'ortoprassi religiosa, gli ordini religiosi nati dalla Riforma Cattolica (in special modo i gesuiti per i ragazzi e le orsoline per le femmine) si adoperarono di formare le generazioni future, a seconda dei ruoli che i giovani avranno nella società. Non per nulla, l'educazione dei futuri principi era affidata a precettori gesuiti i quali, d'altronde, crearono delle scuole per la formazione anche dei ceti medio-bassi: l'educazione umanistica, impregnata di una sana dottrina cattolica, era considerato il miglior strumento per la formazione dell'uomo.

#### La "clericalizzazione" della società cristiana
L'attenzione rivolta alla pratica esteriore della religiosità e l'affidamento del popolo al clero spazzò via quel gruppo di intellettuali e religiosi cattolici (i cosiddetti spirituali) simpatizzanti per la dimensione interiore della fede propugnata dal protestantesimo. Una religiosità che non faccia affidamento al Magistero della Chiesa era vista con estremo sospetto da parte delle gerarchie, che affidavano i singoli casi all'Inquisizione. Di conseguenza, si ebbe un rafforzamento della figura del presbitero, capace di condurre il popolo di Dio alla salvezza dell'anima attraverso una corretta esegesi delle Sacre Scritture, interpretazione fornitagli dall'istituzione dei Seminari come previsto dal Concilio di Trento:
(D. Menozzi - G. Filoramo, L'età Moderna, in Storia del Cristianesimo, cit., p. 202.)
L'istituzione delle parrocchie, circoscrizioni religiose nettamente più limitate delle pievi medievali, aveva proprio la funzione di controllare più da vicino la morale dei fedeli, modellata grazie alla fondazione delle "Scuole di Dottrina cristiana" in cui si impartivano i precetti tridentini ai fedeli. Inoltre, non bisogna dimenticare che la figura del prete, nelle comunità agricole, era riverita non solo per l'autorità morale che rappresentava, ma anche per la preparazione culturale, che, benché non sempre fosse eccellente, era sicuramente superiore a quella dei semplici contadini. La figura di Don Abbondio nel suo rapporto con gli abitanti del paesino descritto ne I Promessi sposi delinea (per lo più per antifrasi) il prototipo del parroco dell'età post-tridentina, sebbene - per Manzoni - ad incarnare veramente quel modello di cura pastorale siano piuttosto padre Cristoforo e il cardinal Federigo Borromeo.
In conseguenza di questa esasperazione del ruolo di mediazione riservato al clero, si venne ad accentuare la distanza tra il "laicato" e il clero stesso, definendo quella societas inequalis che verrà ribadita nel Concilio Vaticano I e nel Codice di diritto canonico del 1917 e che permarrà fino al Vaticano II. Se il popolo è una massa di persone indefinita, il clero gode non solo di privilegi sociali, ma anche dell'esclusiva autorità d'interpretazione delle scritture.

#### Il vescovo controriformista: Carlo Borromeo
Ci sono vari vescovi esemplari del clima controriformista, come ad esempio Pietro Giovanni Aliotti, vescovo di Forlì dal 1551 al 1563, ma come modello del vescovo delineato dal Concilio di Trento certamente spicca la figura di Carlo Borromeo (arcivescovo di Milano dal 1564 al 1584).
Il nipote di Pio IV fu inviato a guidare l'arcidiocesi di Milano, che da cinquant'anni era lasciata in uno stato d'incuria spirituale e materiale a causa della negligenza di Ippolito I e di Ippolito II d'Este. Ivi, il giovane presule si diede subito da fare per cercare di eliminare gli abusi compiuti in questo stato di decennale anarchia, rimuovendo i prelati indegni, ristabilendo il rispetto della disciplina ecclesiastica nei monasteri e nel clero diocesano. Curò con particolare intensità il rispetto della liturgia secondo i canoni tridentini, e si mostrò indefesso nelle visite pastorali, giungendo anche ai confini con la Svizzera protestante e visitando villaggi e paesi sperduti sulle montagne. L'opera restauratrice di san Carlo non si limitò soltanto alle disposizioni liturgiche e all'adempimento dei canoni tridentini, in quanto esercitò fino in fondo il suo ministero di servizio verso i più bisognosi in occasione della peste del 1576 (chiamata infatti "peste di San Carlo") e conducendo una vita morigerata. Si prodigò, inoltre, nella formazione culturale dei suoi presbiteri, aprendo vari seminari, tra cui il Collegio Borromeo di Pavia.

### La cultura barocca
La Chiesa è propagatrice in primo piano della cultura religiosa. Dopo aver abdicato al sapere mondano in seguito al Concilio di Trento, la Chiesa Cattolica fu in prima linea nella diffusione della religione e nell'opera di moderazione di quella profana, tramite lo strumento della Santa Inquisizione. Sostanzialmente, la Chiesa cattolica opera una purificazione di tutte le tematiche pagane del primo cinquecento per dare il via ad un umanesimo cristiano che trova i suoi centri propulsori nei collegi gesuiti e nelle predicazioni tanto in voga in quel secolo. Si può vedere quindi come la cultura cattolica non sia, come è stata rappresentata, soltanto repressione, ma proposta per un'innovazione del sapere in chiave cristiana: protegge infatti la scienza (purché sia in linea con le scritture); favorisce l'arte ad maiorem gloriam Dei (Palestrina nella musica; Bernini e Borromini in quella figurativa e architettonica); esalta la poesia come funzione moralizzatrice (il circolo classicista di papa Urbano VIII).

#### L'arte figurativa

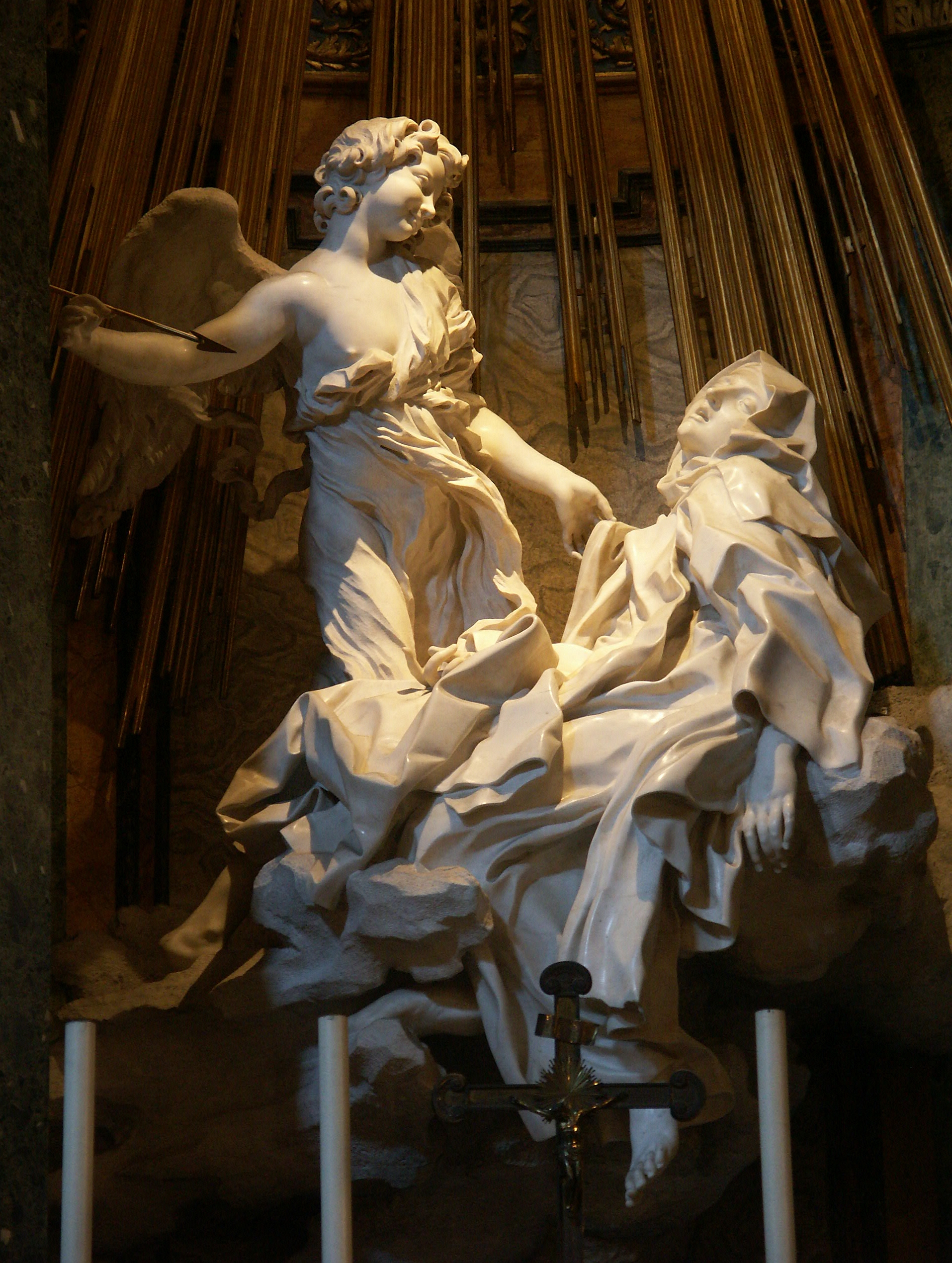
Gian Lorenzo Bernini, Estasi di santa Teresa d'Avila (1652), transetto sinistro di Santa Maria della Vittoria, Roma.

In seguito alle disposizioni conciliari, l'arte figurativa del Barocco deve rispondere all'esigenza di difesa e diffusione dell'ortodossia cattolica contro l'eresia protestante. Un clima di profondo rinnovamento segue la rivoluzione dei canoni figurativi dell'età rinascimentale: gli affreschi rappresentanti scene tratte dai vangeli apocrifi vengono cancellati, mentre quelli considerati indecenti e dal sapore paganeggiante (quale il Giudizio Universale di Michelangelo) vengono "corretti" attraverso l'aggiunta di panni per coprire le nudità. L'arte deve ritornare (come si vedrà anche per l'aspetto musicale) a "parlare" agli analfabeti, glorificare Dio e i suoi santi attraverso la celebrazione di particolari soggetti, quali la Madonna (la cui venerazione è rifiutata dai protestanti). In campo architettonico, due casi esemplificativi mostrano come l'arte sia divenuta strumento di propaganda della Riforma Cattolica: la chiesa del Gesù di Roma, ad opera del Vignola; e la produzione artistica del Bernini.
Nel primo caso, la chiesa, riccamente decorata, presenta una struttura a pianta latina fiancheggiata da una serie di cappelle riconducenti ai motivi religiosi della controriforma: l'esaltazione dei santi e dei sacramenti, la devozione al Sacro Cuore di Gesù. La volta è affrescata col trionfo di Cristo, fiancheggiato dai dottori della Chiesa, con la chiara allusione di dimostrare l'ortodossia della fede cattolica. Del Bernini, oltre all'esaltazione iconografica del potere papale con la Cathedra Petri nella Basilica Vaticana, si ricorda l'Estasi di santa Teresa d'Avila, altisonante espressione del misticismo controriformista.

#### La musica
La musica polifonica di stampo quattrocentesco sembrava aver preso una strada indipendente rispetto alle esigenze liturgiche, che prevedevano un uso delle parole e un messaggio che fosse semplice, chiaramente udibile da parte dei fedeli. Inoltre, si richiese una purificazione della polifonia da tutte le tematiche profane, perché la musica ritornasse ad essere ancilla Dei. Il Concilio, per ribadire quest'esigenza di purificazione e di asservimento della parola musicata ai fini liturgici, emanò il Decretum de observandis et evitandis in celebratione Missarum (1562):
(Concilio di Trento, Sessione XXII, Canoni sul santissimo sacrificio della Messa.)

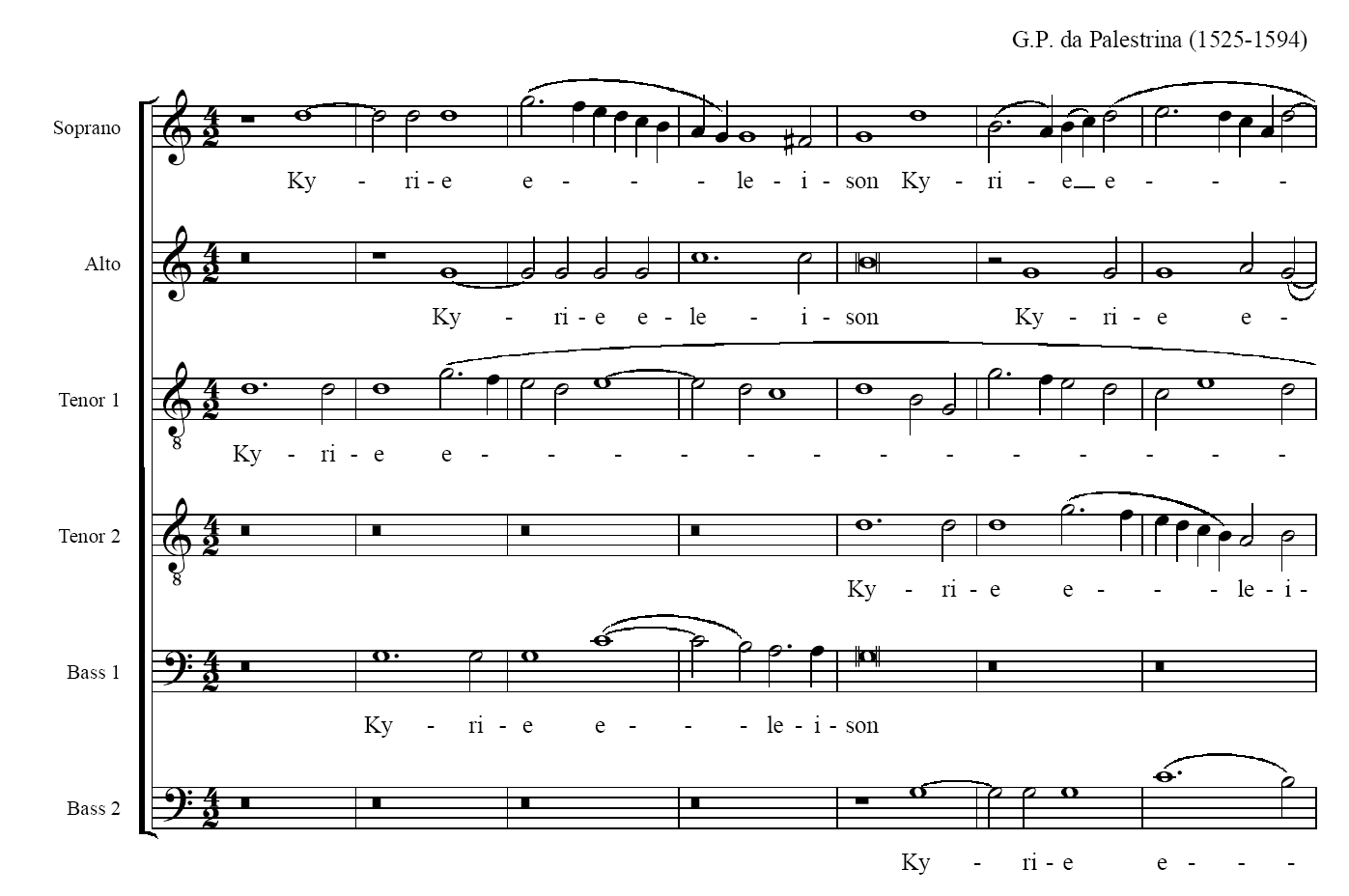
Spartito del Kyrie della Missa Papae Marcelli di Giovanni Pierluigi da Palestrina

Pierluigi da Palestrina, davanti ad un'ala intransigente dei Padri che addirittura voleva l'abolizione della musica dalle liturgie, avrebbe rivisto quel capolavoro che è la Missa papae Marcelli (1555), presentandola poi davanti ad una commissione di cardinali (tra cui faceva parte anche il Borromeo) per dimostrare che il contrappunto ovvero la polifonia è davvero compatibile con le dottrine della Controriforma. La Controriforma, nel considerare il capolavoro di Palestrina, approvò la polifonia, che da allora ebbe sempre un posto privilegiato accanto al canto gregoriano, proclamando Palestrina il salvatore della musica polifonica e gettando le basi per la cappella sacra romana. Si richiese, però, che la musica polifonica seguisse le seguenti norme:
(Il '500 in Italia: il Concilio di Trento e Palestrina, tratto dal sito https://lasacramusica.blogspot.it/)

#### Il classicismo letterario barocco
Oltre alla linea marinista e concettista, piena di figure retoriche volte a suscitare splendore e meraviglia nel pubblico dei lettori, il critico letterario Ezio Raimondi ha individuato una linea invece più classicheggiante, che rifiutava le stravaganze mariniste (senza però rifiutare di suscitare la meraviglia nei lettori) e che si proponeva di educare il popolo di Dio attraverso una letteratura "pedagogica" e civile. Il fulcro di questa tendenza classicheggiante lo si ebbe nel circolo barberiniano, formatosi intorno al cardinale Maffeo Barberini, futuro papa Urbano VIII (1623-1644). Lo stesso Urbano VIII, Tommaso Campanella, Tommaso Stigliani, Giovanni Ciampoli e Virginio Cesarini furono tra i principali esponenti di questo gruppo di poeti, ma fu soprattutto l'ultimo a dare un maggior contributo per stile e produzione. Cesarini, membro dell'Accademia dei Lincei amico di Galileo, proponeva una poesia etica secondo i principi cristiani e che potesse suscitare un senso d'amor patrio.

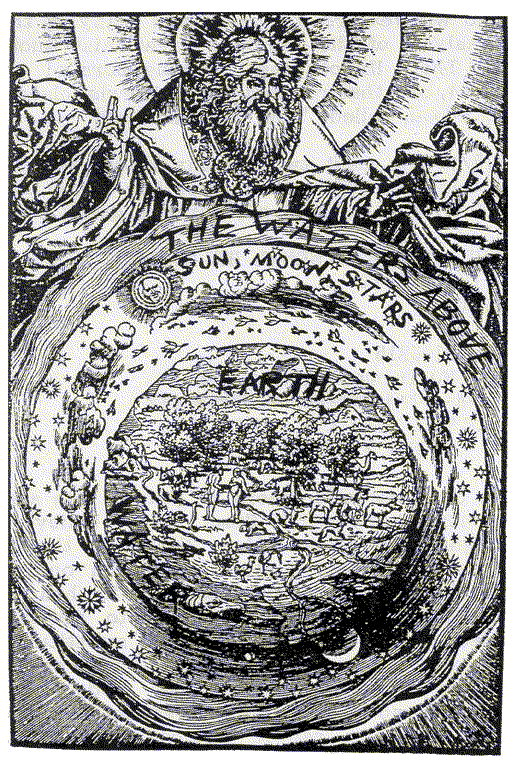
La creazione, tratta da una Bibbia illustrata: Dio Padre organizza l'universo in varie sfere concentriche, secondo la teoria aristotelico-tolemaica; al centro dell'universo, ovviamente, sta la Terra.

#### Il rapporto tra scienza e fede

##### Gli studi recenti
A partire dagli anni '50 del '900 gli studi storico-letterari hanno rivalutato profondamente l'immagine negativa che è stata offerta per secoli, cioè quella di una Chiesa ostile al progresso scientifico e persecutrice delle nuove scoperte, soprattutto in campo astronomico. In realtà, Andrea Battistini, Ezio Raimondi ed Eraldo Bellini, nei loro saggi delineanti il rapporto tra letteratura e scienza, hanno inevitabilmente affrontato anche la dimensione della fede, fondamentale perno socio-culturale della civiltà controriformista.

##### La visione tolemaica e il ruolo scientifico dei Gesuiti
Partendo dal presupposto che il testo biblico è un'auctoritas non solamente per le questioni di fede, ma anche per quelle scientifiche, la tradizione ecclesiastica aveva accolto la teoria geocentrica dello scienziato egiziano Tolomeo, in quanto la sua teoria si accordava perfettamente alla visione antropocentrica del cristianesimo. Come l'uomo è al centro della Creazione, così la Terra deve essere al centro dell'Universo. La Chiesa patrocinò le iniziative scientifiche più disparate, purché non s'intaccasse la teoria geocentrica. I Gesuiti, per esempio, erano considerati (nel mondo cattolico) tra i migliori studiosi della realtà cosmica e naturale: Athanasius Kircher, Orazio Grassi e Francesco Lana de Terzi sono soltanto alcuni degli scienziati appartenenti alla Compagnia di Gesù, con i quali lo stesso Galileo mantenne i rapporti fino alla rottura avvenuta con la pubblicazione de Il Saggiatore. La stessa Accademia dei Lincei, di cui si parlerà fra poco, era supportata dall'allora cardinale Maffeo Barberini, nonostante la "libertà di ricerca" propugnata dal fondatore dell'Accademia, il principe Federico Cesi.

##### I Lincei e Galileo: la "nuova scienza"
Nata nel 1603 per iniziativa del giovane principe Federico Cesi (insieme agli amici Giovanni Heckius, il marchigiano Francesco Stelluti e l'umbro Anastasio de Filiis), l'Accademia de' Lincei iniziò a funzionare soltanto nel 1609, quando il Cesi divenne proprietario dei beni paterna in seguito alla morte del genitore. La fortuna dei Lincei fu però data dall'adesione di Galileo nel 1610, determinando fra di essi un vero e proprio sodalizio scientifico: se Galileo, famoso per il fresco di stampa Sidereus Nuncius, diede prestigio all'Accademia con la sua adesione, dall'altra i Lincei, molto sensibili alla divulgazione della “nova scienza”, spinsero Galileo ad adottare il dialogo come genere letterario adatto per tale scopo. I Lincei, per diffondere le loro scoperte, inventarono gli opuscoli e le gazzette (in lingua volgare) perché si formasse una coscienza collettiva anche con dei profani: la prosa letteraria trovò così una forma di comunione con la scienza. Questa, inoltre, doveva basarsi sull'esperienza diretta, empirica dei fenomeni, e non sulle auctoritates antiche e teologiche. Come esporrà bene Galileo nelle Lettere Copernicane, la Bibbia è un volume dal carattere soteriologico, perché conduca gli uomini alla salvezza, e non un libro scientifico. Bisogna non sapere di astrologia, filosofia o teologia per capire la realtà della natura, ma di matematica e fisica, in quanto il libro dell'universo ragiona secondo i calcoli, e non intorno alle dotte disputazioni, come dirà Galileo disputando con il gesuita Orazio Grassi ne Il Saggiatore: 
(Galileo Galilei, Il Saggiatore, in Opere, Vol.I, a cura di Francesco Brunetti, 2005, pp. 631-632. Il passo è riportato nel saggio di Mariano Giaquinta, cit.)
La Chiesa, nella figura del cardinal Bellarmino, si oppose alla rinascita del copernicanesimo nella sua veste galileiana, in quanto non conciliante con alcuni passi delle Scritture, quali Giosuè 10, 12-13. Il Cardinale cercò di convincere Galileo a desistere, dopo la sentenza del Sant'Uffizio del 1616, a non difendere una tesi "plausibile" solo come forumulazione matematica privata, ma non concepibile nella sua accettazione pratica. L'ascesa poi al trono papale del filo-linceo Urbano VIII fece credere allo scienziato pisano di poter liberamente sostenere questa visione, ma si sbagliava. Lo scontro tra questi due correnti di pensiero e di interpretazione del reale giunse il culmine con la condanna, da parte del Sant'Uffizio, del Dialogo sui massimi sistemi, cosa che suscitò molto scalpore presso gli avversari del cattolicesimo controriformista.

## Storiografia

### Le origini: Paolo Sarpi e Pietro Sforza Pallavicino

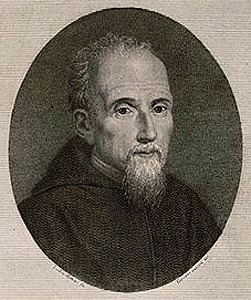
Ignoto, Paolo Sarpi, incisione del XIX secolo. Il Sarpi fu il primo intellettuale ad occuparsi del Concilio di Trento dal punto di vista storiografico.

Paolo Sarpi, il frate veneziano dell'Ordine dei Servi di Maria, che si oppose all'interferenza di papa Paolo V nelle questioni giurisdizionali della Repubblica di Venezia, nel 1619 pubblicò a Londra la sua opera più famosa, la Istoria del Concilio Tridentino, ove si sottolinea la cupidigia del papato il quale, aiutato dalla Spagna, riuscì ad imporre la sua volontà sulla collegialità dei vescovi per raggiungere i propri fini temporali.
L'opera del Sarpi, messa subito all'Indice, spinse la Curia ad affidare all'intellettuale (e cardinale dal 1659) Pietro Sforza Pallavicino un'opera che potesse fronteggiare quella del Sarpi. Il prelato scrisse, pertanto, l'Istoria del Concilio di Trento (1656-1657). Opera notevolmente più chiara e meno passionale (e quindi
meno ideologica), l'Istoria è costruita con un metodo storico più efficace di quella del frate veneziano.

### La nascita del concetto di Controriforma
Il termine Controriforma non fu usato nei secoli XVI e XVII, ma venne coniato da Johann Stephan Pütter, docente giurista di Gottinga, nel 1776. Pütter, con questa parola, intendeva indicare la reazione della Chiesa alla riforma luterana attraverso:
- la riaffermazione e ridefinizione dei dogmi discussi dal protestantesimo.
- la condanna della riforma protestante come eresia.
- la persecuzione degli eretici.
- la censura dei testi e di qualsiasi opinione non fosse conforme alle linee ecclesiastiche.

### Riforma cattolica e Controriforma: la storiografia del XX secolo

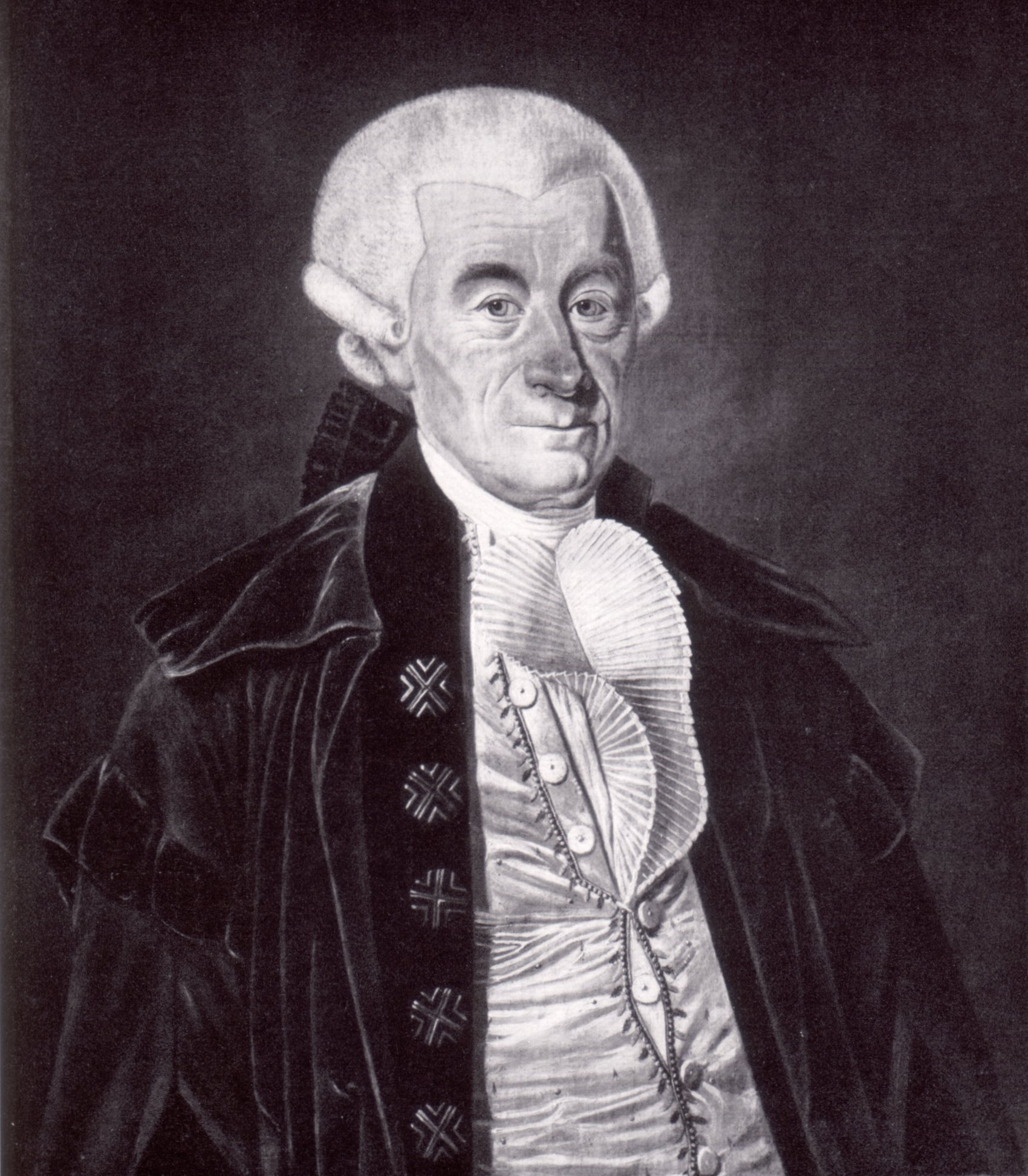
Johann Stephan Pütter coniò il termine Controriforma nel 1776

I maggiori storici tendono oggi a sostenere la coesistenza di due aspetti distinti e paralleli nella realtà del cattolicesimo cinquecentesco: la "Riforma cattolica" e la "Controriforma".
Il primo a introdurre il concetto di "riforma cattolica" fu probabilmente il protestante Karl Peter Wilhelm Maurenbrecher, il quale scrisse nel 1880 la Geschichte der Katholischen Reformation. Dopo di lui, gli storici Ludwig von Pastor, Joseph Lortz, Lucien Febvre, Delio Cantimori, Erwin Iserloh, Giacomo Martina, Giuseppe Alberigo, Mario Bendiscioli, Pier Giorgio Camaiani, Jean Delumeau, Paolo Prodi ed altri continuarono a riflettere e ad elaborare la dimensione storico-religiosa del cattolicesimo post-tridentino tra riforma e controriforma.
Fu soprattutto lo storico tedesco Hubert Jedin a identificare e definire i due movimenti come distinti nella storia della Chiesa cattolica. Quale sarebbe, dunque, la differenza tra Riforma cattolica e Controriforma? La Riforma Cattolica tende a mettere a fuoco gli elementi di trasformazione che la Chiesa accolse in questo periodo, procedendo alla definizione dei suoi dogmi e alla presa di coscienza di un'alterità rispetto al mondo protestante; la Controriforma sottolinea, invece, il contrasto netto con il protestantesimo e l'applicazione dei decreti conciliari nelle Chiese locali e attraverso l'istituzione di organi specifici (Sant'Uffizio, Inquisizione romana, Indice dei libri proibiti) per monitorare l'ortodossia tridentina. Jedin scrive così, a tal proposito:
(H. Jedin, Storia della Chiesa: Riforma e controriforma : crisi, consolidamento, diffusione missionaria (XVI - XVII sec.), Vol. VI, in Storia della Chiesa, ed.it. a c. di E. Guerriero, Milano, Jaca Book, 1993, p. 513.)
Non bisogna tuttavia dimenticare la sostanziale persistenza di un filone storiografico che si oppone a questa linea interpretativa. Tra gli studiosi che hanno proposto opinioni contrastanti, si può menzionare Giovanni Miccoli, che a tale problema si dedica nel paragrafo conclusivo del suo celebre saggio La storia religiosa, dedicato alla "Crisi e restaurazione cattolica nel Cinquecento".

## Maggiori figure

### Pontefici
- Paolo III (1534-1549)
- Giulio III (1550-55)
- Paolo IV (1555-59)
- Pio IV (1559-65)
- Pio V (1566-72)
- Gregorio XIII (1572-85)
- Sisto V (1585-90)
- Clemente VIII (1592-1605)
- Paolo V (1605-1621)
- Gregorio XV (1621-1623)
- Urbano VIII (1623-1644)
- Innocenzo XI (1676-1689)

### Religiosi
- Sant'Ignazio di Loyola
- San Carlo Borromeo
- Santa Teresa d'Avila
- San Giovanni della Croce
- San Francesco di Sales
- San Francesco Saverio
- San Filippo Neri
- San Camillo de Lellis
- San Vincenzo de' Paoli

### Teologi - apologetica
- San Roberto Bellarmino
- San Lorenzo da Brindisi
- San Pietro Canisio
- Antonio Possevino
- Jacob Gretser
- Wilhelmus Lindanus
- Stanislao Osio
- Ambrogio Catarino Politi
- Edmund Campion

### Teologi - studi biblici
- Giovanni Maldonado
- Francisco de Toledo Herrera
- Willem Hessels van Hest
- Cornelio a Lapide
- Sisto Senese
- Antonio Possevino

### Teologi - teologia dogmatica
- Girolamo Seripando
- Francisco Suárez
- Tommaso De Vio
- Francisco de Vitoria
- Melchor Cano
- Domingo de Soto
- Domingo Báñez
- Francisco de Toledo Herrera
- Gregorio di Valencia
- Gabriel Vásquez
- Diego Ruiz de Montoya
- Juan de Lugo

### Teologi - teologia morale
- Gabriel Vásquez
- Francisco Suárez
- Domingo Báñez
- Leonardo Lessio
- Adam Tanner
- Giovanni Martinez de Ripalda

### Teologi - teologia storica
- Cesare Baronio
- Fronton du Duc
- Denis Pétau
- Luigi Lippomano
- Paolo Regio
- Lorenzo Surio
- Jean Bolland
- Goffredo Henschen
- Daniel Papebroch
- Onofrio Panvinio
- Antonio Bosio

### Teologi
- Luis de Molina
- Giansenio
- Miguel de Molinos
- Jacques Bénigne Bossuet

### Sovrani e politici
- Filippo II di Spagna
- Caterina de' Medici
- Enrico di Guisa
- Ferdinando II
- Enrico IV di Francia
- Cardinale di Richelieu
- Filippo IV di Spagna
- Conte Duca di Olivares
- Albrecht von Wallenstein
- Luigi XIV di Francia
- Maria I di Scozia

### Artisti, intellettuali e scienziati
- Alessandro Scarlatti
- Alessandro Tassoni
- Antonio Vivaldi
- Artemisia Gentileschi
- Benedetto Castelli
- Blaise Pascal
- Caravaggio
- Cartesio
- Miguel de Cervantes
- Claude Lorrain
- Claudio Monteverdi
- Diego Velázquez
- El Greco
- Emanuele Tesauro
- Federico Cesi
- Francesco Borromini
- Francisco de Quevedo
- Galileo Galilei
- Giordano Bruno
- Giovanni Battista Lulli
- Giovan Battista Marino
- Giovanni Botero
- Giovanni Pierluigi da Palestrina
- Gian Lorenzo Bernini
- Luis de Góngora
- Nicolas Poussin
- Paolo Sarpi
- Pietro Sforza Pallavicino
- Torquato Tasso
- Virginio Cesarini